# Genbun
Genbun (japanska: 元文?, genbun), 28 april 1736–27 februari 1741, är en period i den japanska tideräkningen. Perioden inleddes när kejsare Sakuramachi besteg tronen och avslutades av astrologiska skäl. Shogun var Tokugawa Yoshimune.
Namnet är hämtat från ett citat ur en essäsamling av den kinesiska 500-talsprinsen Xiao Tong
Under periodens första år standardiseras monmyntet. Myntet ska tryckas i koppar och med tecknet '文' (mon, samma tecken som uttalas bun i genbun) på ena sidan.
År genbun 4 (1739) skedde en stor folkligt revolt mot shogunatet och dess samurajer i nuvarande Tottori prefektur.